# Thomas Astan
Thomas Astan, né le 15 septembre 1942 à Schmallenberg et mort le 11 octobre 2024, est un prêtre catholique allemand, salésien de Don Bosco, précédemment acteur.

## Biographie
De 1967 à 1991, Thomas Astan joue dans des films et séries télévisées telles Der Kommissar, Le Renard, Derrick  et est également metteur en scène dans divers théâtres.
Il commence fin des années 80, avec un retour à la foi, une nouvelle vie. Il étudie la germanistique, le théâtre, la psychologie et l'histoire de l'art. Il entame ensuite un noviciat chez les salésiens de Don Bosco et des études de théologie à Rome. En 1996, Thomas Astan est ordonné prêtre catholique et part pour Bonn. En 1999, il intègre la pastorale des artistes (Künstlerseelsorge) de l'archidiocèse de Berlin  (qu’il quitte en janvier 2015) . Il y dirige les offices du dimanche des artistes (Künstlergottesdienste) à l’église catholique Saint-Thomas d'Aquin de Berlin-Mitte  après quoi il s’engage auprès de la Fondation Romano Guardini.
Dès février 2015, Thomas Astan part s’installer à l'abbaye de Benediktbeuern . Il enseigne au Centre éducatif salésien pour l’Environnement et la culture Benediktbeuern (Zentrum für Umwelt und Kultur Benediktbeuern).
Il est le premier Président de l'association Impulse pour les enfants des rues 

## Filmographie (sélection)
- 1967: Der Tod läuft hinterher de Wolfgang  Becker: Mahmud
- 1969: Der Kommissar: Die Tote im Dornbusch : Möhringer
- 1969: Der Kommissar: Die Waggonspringer:  Pöhlau
- 1970: Der Kommissar: Tödlicher Irrtum:  Harald Dönhoff
- 1971: Der Kommissar: Ein rätselhafter Mord:  Wilfried Kaiser
- 1973: Die Tausenderreportage (11 épisodes) : Andy
- 1974: Tatort : Zweikampf : Jim
- 1975-1977: Kim & Co (11 épisodes): Karl Rasmussen
- 1975: Der Kommissar: Die Kuisine : Richard Kieler
- 1975: Derrick: Le diplomate (Nur Aufregungen für Rohn): Eugen Seibach
- 1976: Derrick: Quand les oiseaux ne chantent plus (Tote Vögel singen nicht) : Bubi Kämmerer

- 1976: Der Kommissar: Tod im Transit: Walter Stickmann
- 1977: Notarztwagen 7: Letzter Aufruf für Dr Reimann: Le Dr Seiffert
- 1977: Le Renard: Rêves fleuris (Blütentraüme) : Toni Wiener
- 1977: Derrick : Une nuit d'octobre (Eine Nacht im Oktober): Gottfried Muller
- 1978: Derrick : Le père de Lissa (Lissas Vater): Schröder
- 1979: Derrick: Une visite de new-York (Besuch aus New York): Le détective privé Domnik
- 1979: Tatort : Ende der Vorstellung: Florian Fritsche
- 1982: Le Renard : Le fil rouge (Der Rote Faden): Gert Bauer
- 1982 Derrick : Un corps perdu (Nachts in einem remden Haus): Erich Steuber
- 1984: Le Renard : Camarade de classe (Der Klassenkamerad): Werner Groth

- 1985: Derrick: Bavure (Toter Goldfisch): Ingo Stettner
- 1986: Derrick: Carmen (Das absolute Ende): Reinhard Wessel

- 1986: Tatort : Tod auf Eis: Plackwitz
- 1986: Polizeiinspektion 1 : Dem Ende zu : Köhler
- 1987: Derrick : La dame d'Amsterdam (Die Dame im Amsterdam): Le Dr Heising
- 1991: Derrick : Le génie en danger (Isoldes tote Freunde): Gregor Mansdorf

## CD
Thomas Astan, Thomas Sauer: Der Kreuzweg (Le chemin de croix), op. 29 de Marcel Dupré (1886–1971), CD, Pool Music & Media Service GmbH (2002).